# Kanunnikenhuis

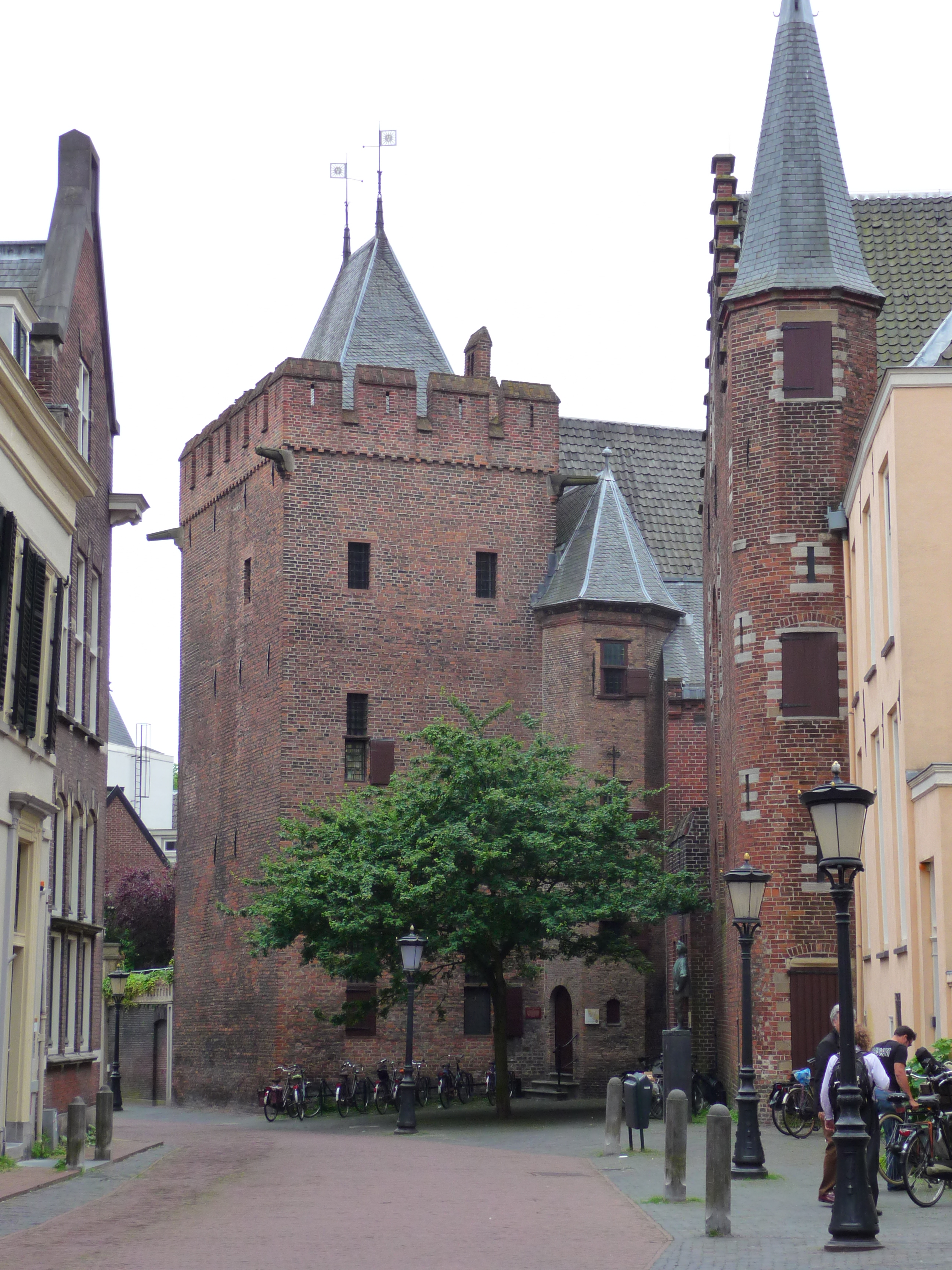
Huis Grothe te Utrecht, claustraal huis in de vorm van een toren

Een kanunnikenhuis of claustraal huis is een (stads)woning die in de middeleeuwen en tijdens het ancien régime bewoond werd door een seculiere kanunnik, een lid van een seculier kapittel. Kanunnikenhuizen bevinden zich meestal binnen de claustrale singel of immuniteit van het kapittel, een afgebakend gebied rondom de kapittelkerk, waar slechts het kerkelijk recht van toepassing was. Aangezien in Nederland en België vrijwel alle kapittels aan het einde van de 18e eeuw werden opgeheven (in de Noordelijke Nederlanden al eerder), zijn er - voor zover bekend - na 1800 geen kanunnikenhuizen meer gebouwd.

## Geschiedenis

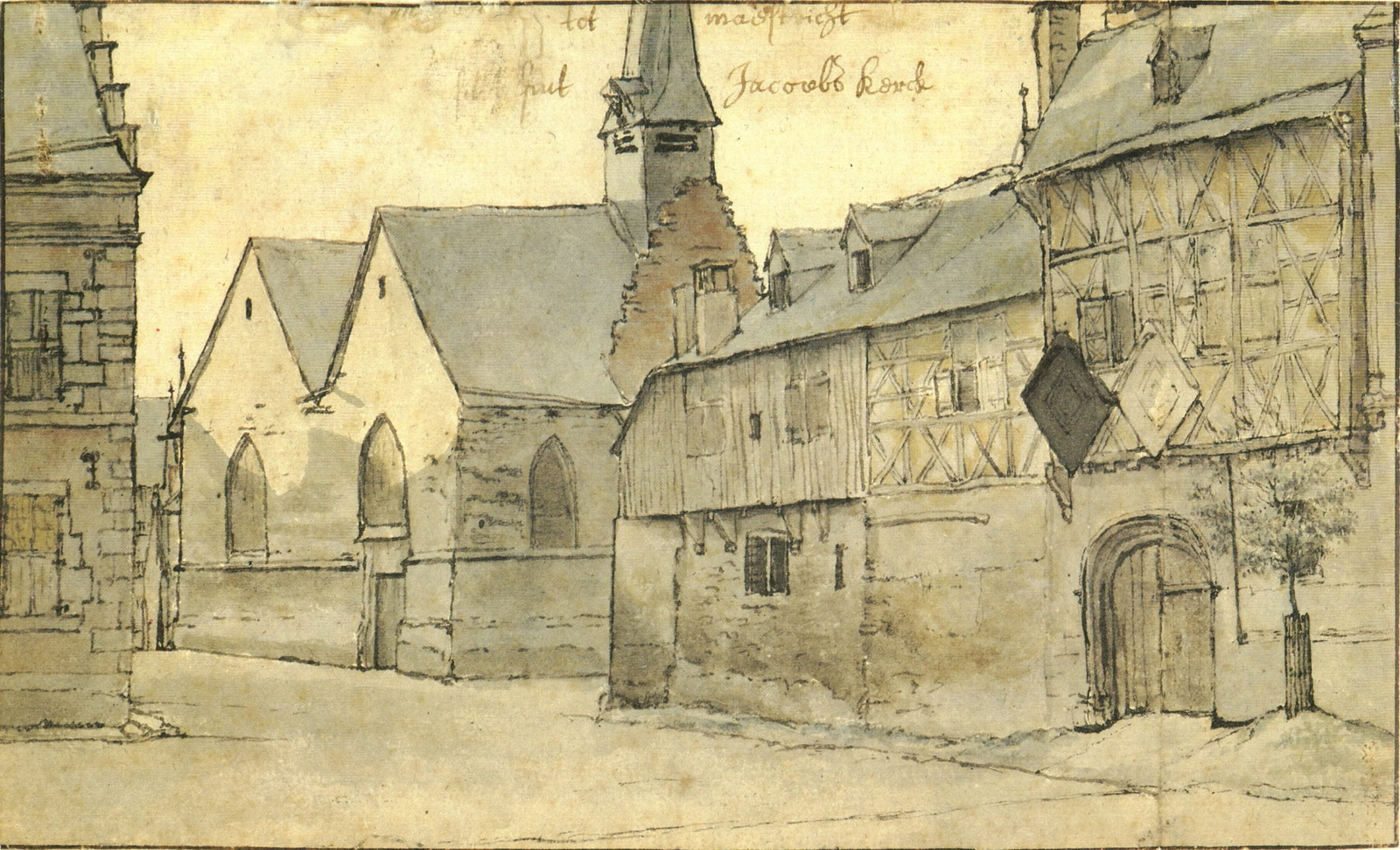
Het Vrijthof in Maastricht, onderdeel van de claustrale singel van het Sint-Servaaskapittel. Links de kapel van het Sint-Jacobsgasthuis, rechts het kanunnikenhuis porta prima, thans bekend als Spaans Gouvernement

Bij het vaststellen van de kloosterregel voor seculiere kanunniken in het begin van de 9e eeuw (de zogenaamde regel van Chrodegang of regel van Aken), werd ervan uitgegaan dat kanunniken gemeenschappelijk zouden leven, ook al hoefden ze geen kloostergeloften af te leggen en geen afstand te doen van hun bezittingen. Om die reden hebben vroege kapittelkerken een kloostervleugel met een slaapgedeelte (dormitorium) en een eetzaal (refectorium of refter). De kloostergang, die bij veel kapittelkerken nog aanwezig is, kan daar een overblijfsel van zijn.
Vanaf de 11e of 12e eeuw zeiden de kanunniken het gemeenschappelijk leven vaarwel. Zij lieten voor zichzelf binnen de immuniteit woonhuizen bouwen, die meestal waaiervormig om de kerk en de bijgebouwen heen kwamen te liggen. In veel Europese steden, met name in Oost-Europa, is deze opzet nog in het bebouwingspatroon te herkennen. In de 18e eeuw werden veel kanunnikenhuizen vernieuwd, vooral als gevolg van de behoefte aan meer comfort.

## Kanunnikenhuizen in Nederland
In de Noordelijke Nederlanden waren de meeste seculiere kapittels na de reformatie verdwenen of omgevormd tot wereldlijke proosdijen. Kapittelkerken waren overgedragen aan de protestanten, kapittelgoederen geconfisqueerd en kanunniken waren gedood, gevlucht of hadden een andere bezigheid gezocht. Huizen binnen claustrale singels hadden niet langer een bijzondere status en werden bewoond door niet-geestelijken. Omdat bijna alle huizen van voor 1600 zijn gesloopt, zijn ook vrijwel alle claustrale huizen hier verdwenen. In een stad als Utrecht, waar 140 kanunniken verdeeld over vijf kapittels woonden, zijn slechts enkele voormalig kanunnikenhuizen bewaard gebleven, waaronder het Paushuize (gelegen binnen de claustrale singel van de Sint-Pieterskerk), Mariaplaats 22 (behorende bij de Mariakerk) en het Huis Grothe (Achter de Dom 7). Nijmegen, dat pas laat een kapittel kreeg, onderging weliswaar de protestantisering onder de Republiek der Zeven Verenigde Nederlanden, maar had toch een rijtje kanunnikenhuizen weten te bewaren. Eind jaren '60 werd besloten ze grotendeels af te breken en werden de resten gebruikt om een rij in een historiserende stijl gebouwde huisjes te realiseren. In het Brabantse Boxtel staan naast de Sint-Petrusbasiliek nog twee kanunnikenhuisjes. Ook in Breda zijn enkele kanunnikenhuizen behouden (o.a. Visserstraat 31-33 en vermoedelijk ook het Huis van Brecht).
In de tot de Spaanse Nederlanden behorende streken, zoals in Thorn, Roermond en Sittard, zijn meer kanunnikenhuizen bewaard gebleven, meest uit de 17e of 18e eeuw. In Maastricht mochten de beide kapittels blijven bestaan omdat deze stad als condominium door de Staten-Generaal en de Luikse prins-bisschoppen werd bestuurd. Hier vinden we in de directe omgeving van de Onze-Lieve-Vrouwebasiliek en de Sint-Servaasbasiliek enkele tientallen kanunnikenhuizen, met name rondom het Onze Lieve Vrouweplein, het Vrijthof, het Henric van Veldekeplein en het Keizer Karelplein. Het mooiste is natuurlijk het paleis van de proost, de voornaamste kanunnik van het Sint-Servaaskapittel. Opvallend is dat het laat-18e-eeuwse Huis Soiron buiten de claustrale singel is gebouwd.

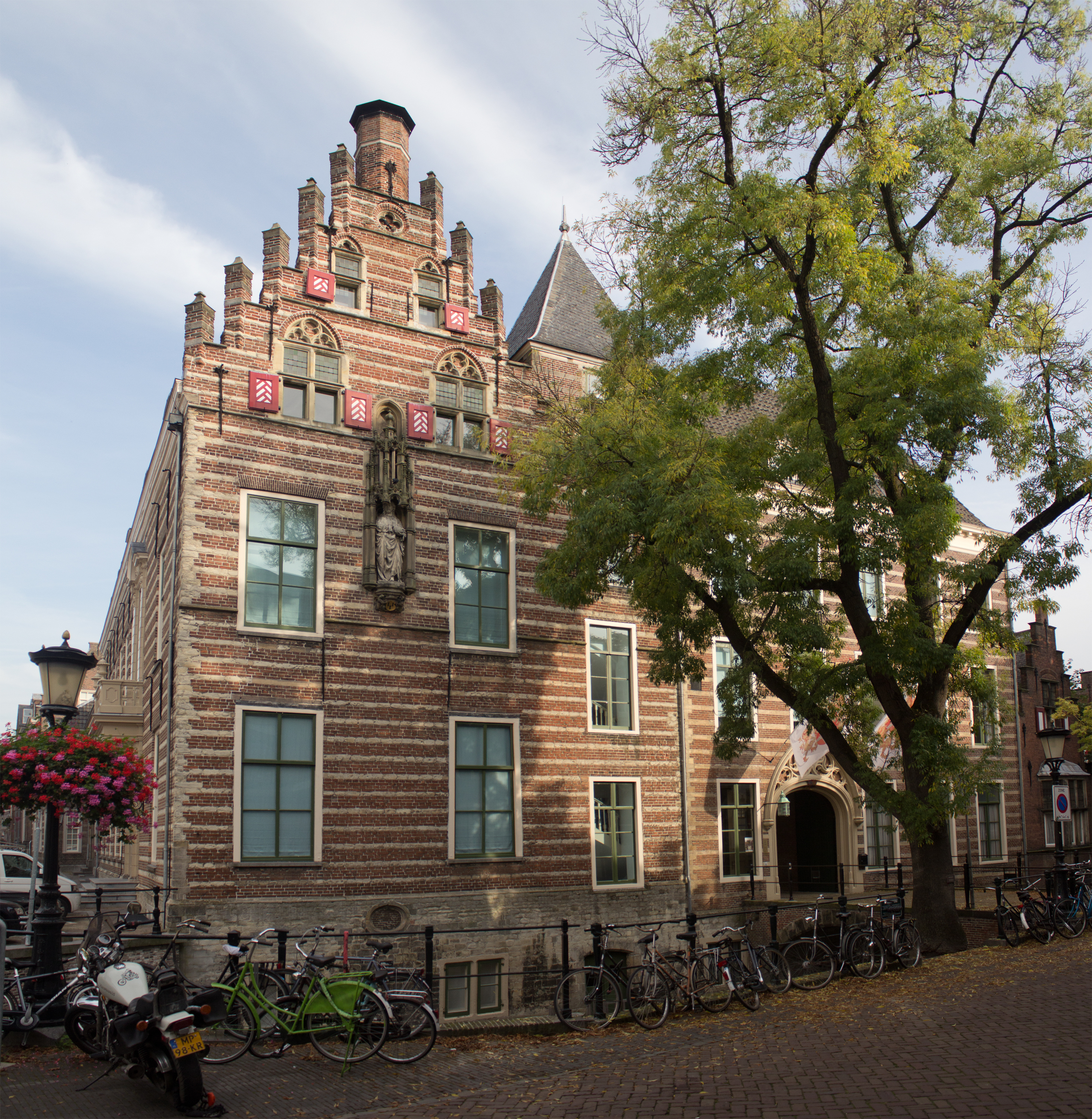
Paushuize, Utrecht
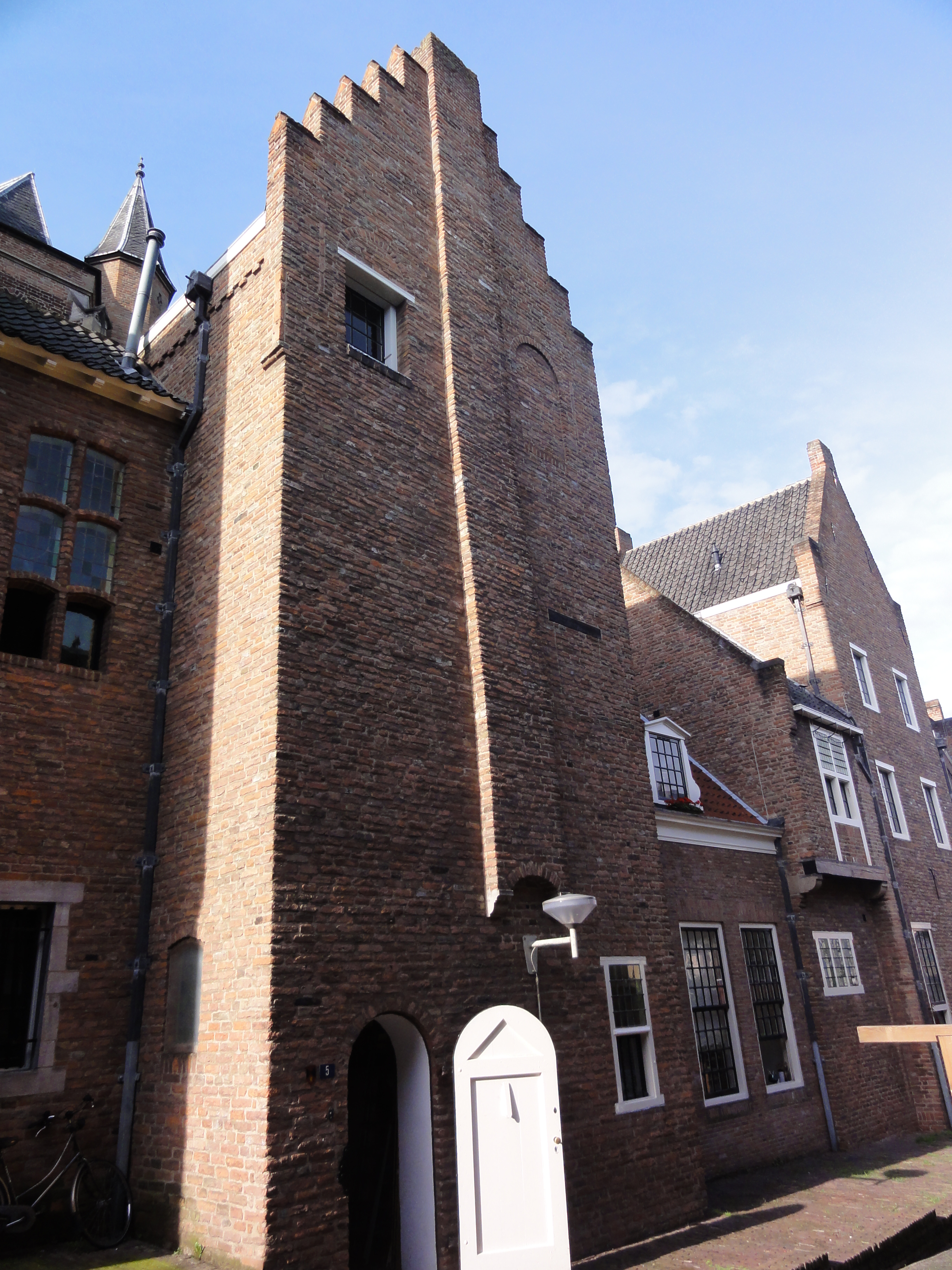
Sint-Stevenskerkhof, Nijmegen
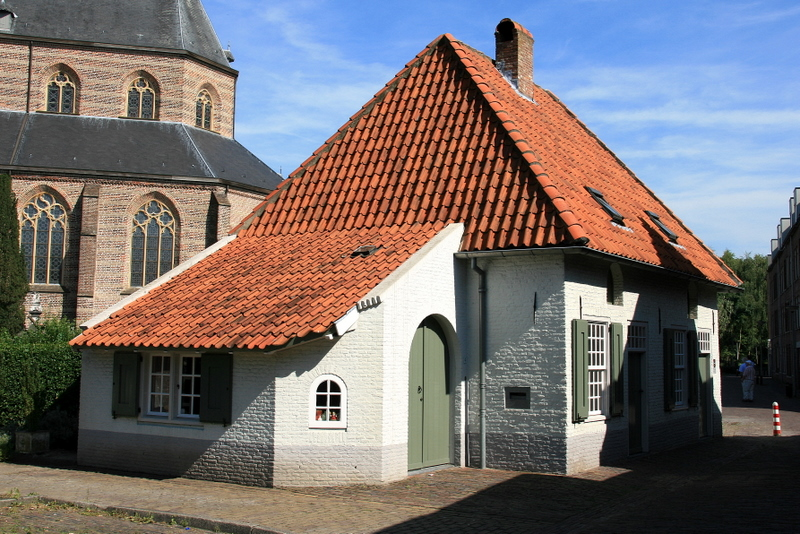
Kanunnikenhuisjes, Boxtel
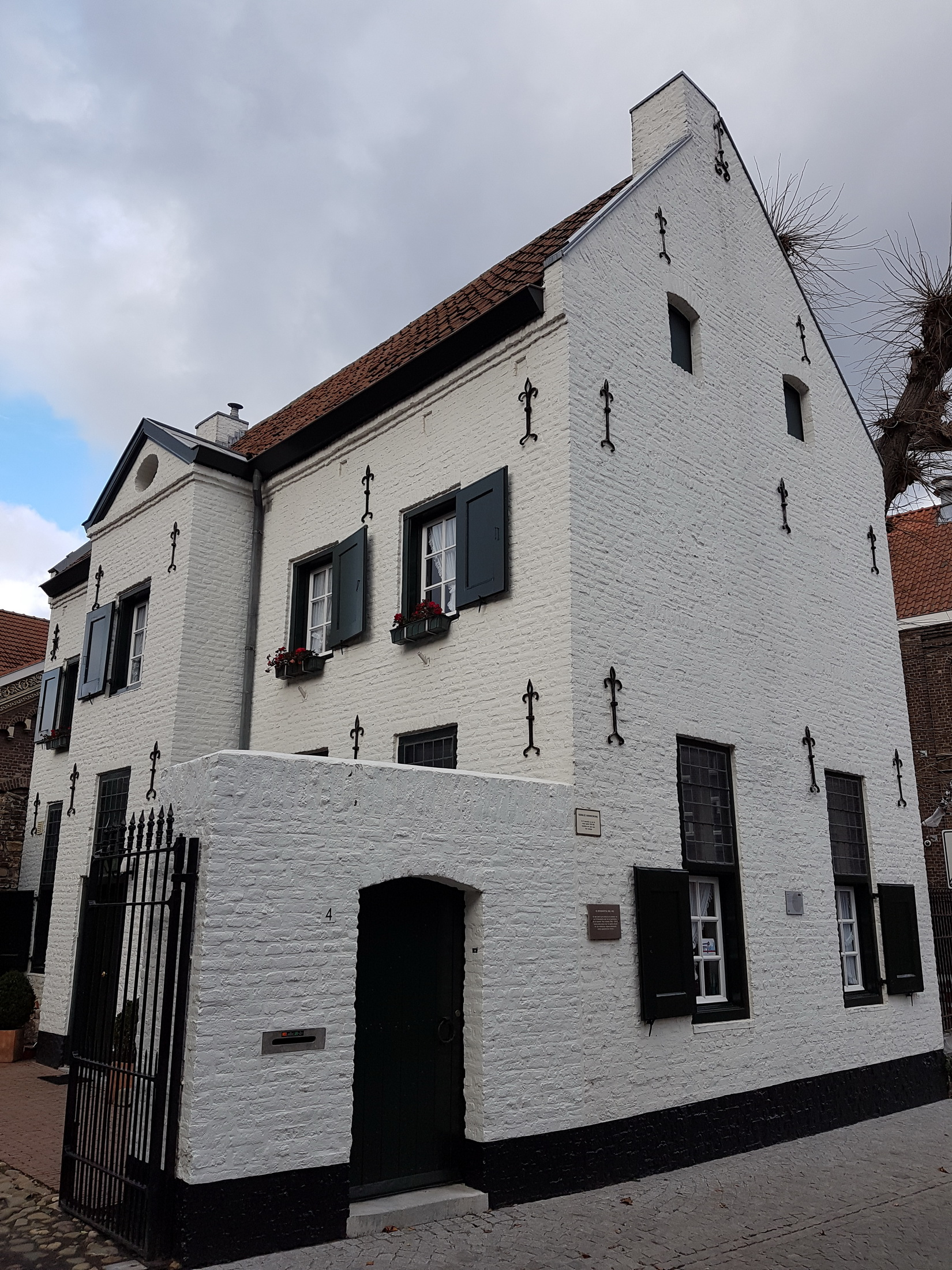
Kapittelstraat, Sittard
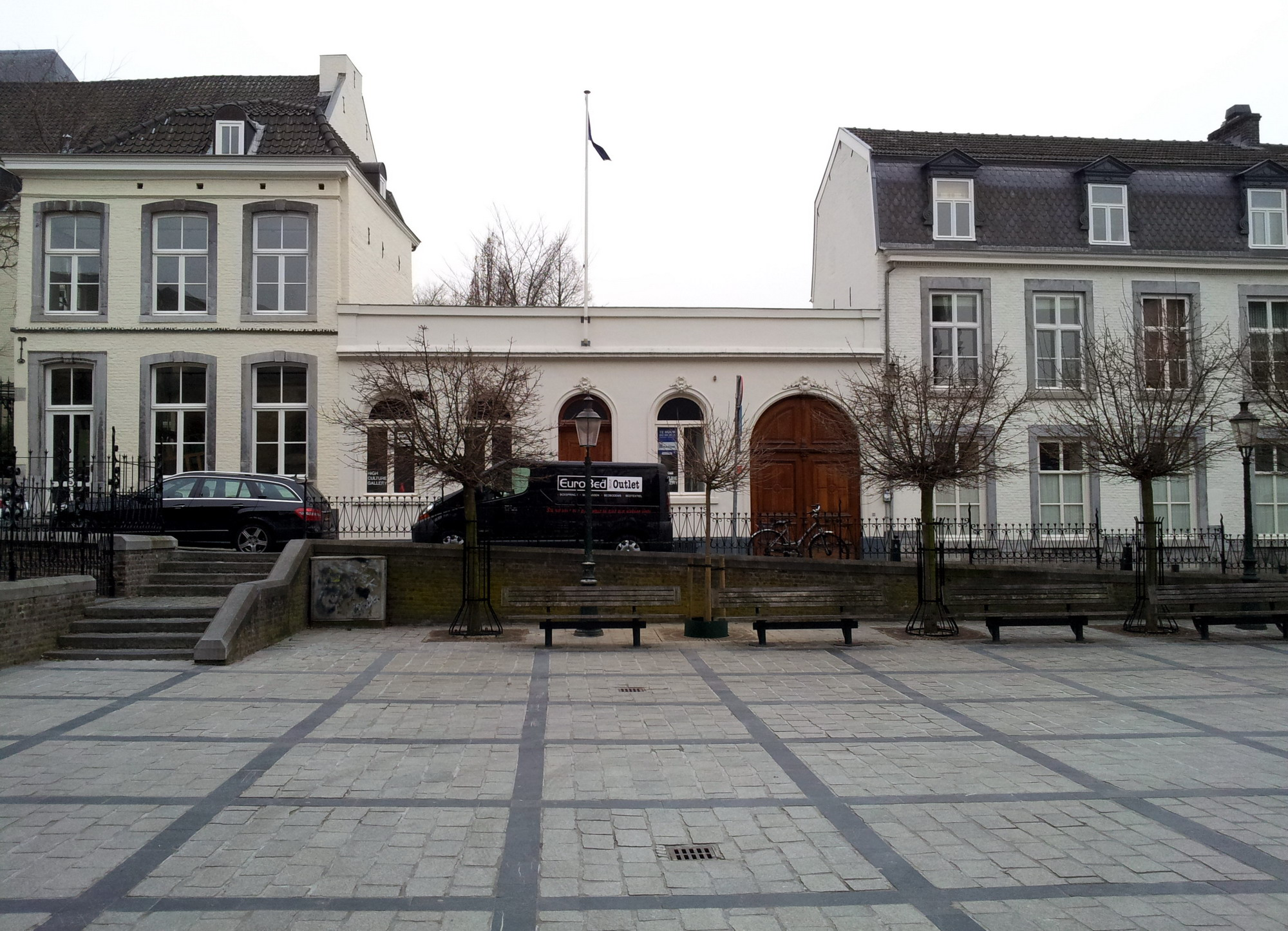
Keizer Karelplein, Maastricht

## Kanunnikenhuizen in België
In België zijn in meerdere steden kanunnikenhuizen te vinden, omdat hier de meeste kapittels pas met de komst van de Franse revolutionaire legers aan het eind van de 18e eeuw verdwenen. Toch is in een stad als Luik, waar ooit meer dan 250 kanunniken rondliepen, relatief weinig bewaard gebleven. In kleinere steden van het prinsbisdom Luik, zoals Tongeren, Borgloon, Hoei en Andenne, zijn er juist wel kanunnikenhuizen te vinden.

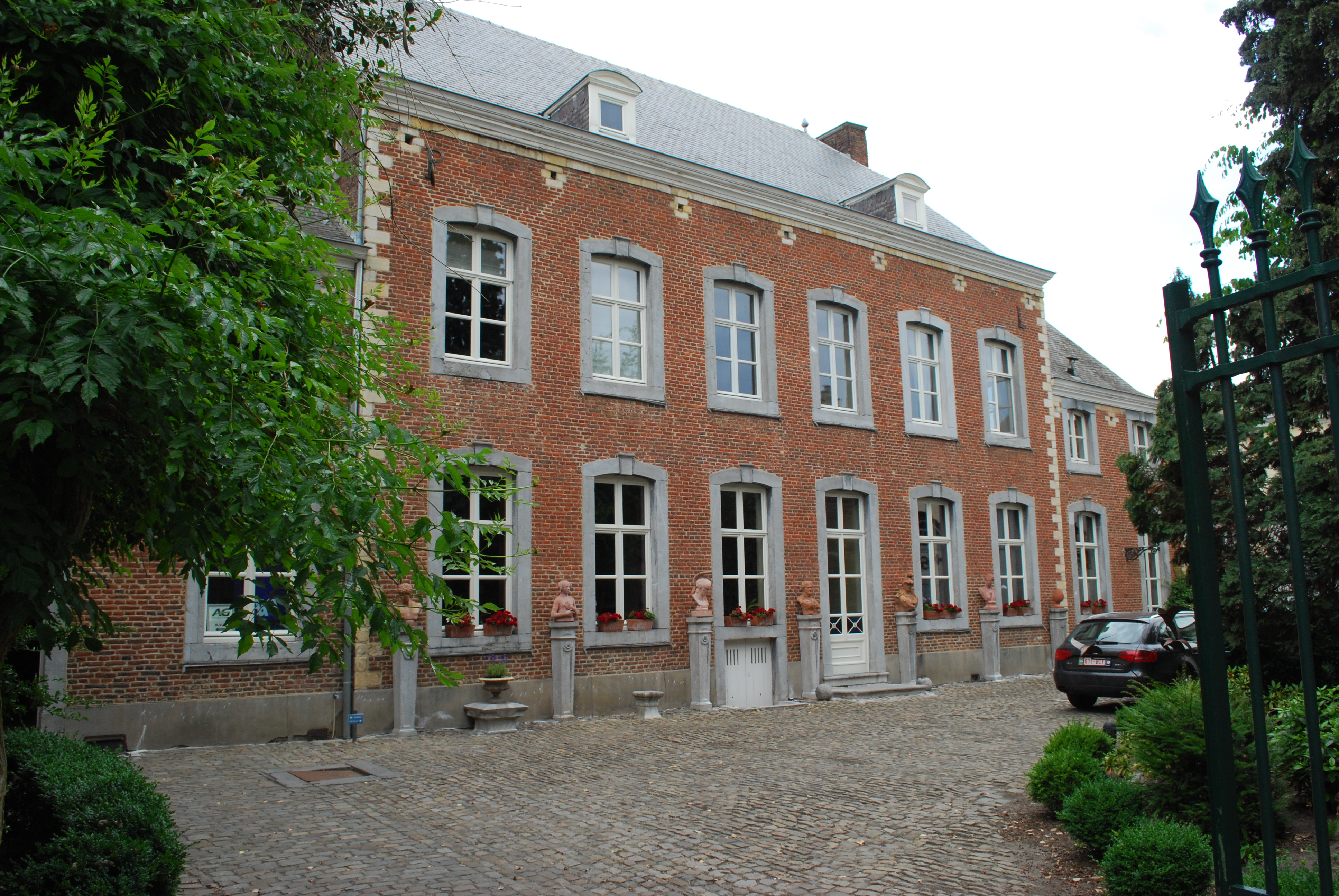
Vermeulenstraat, Tongeren
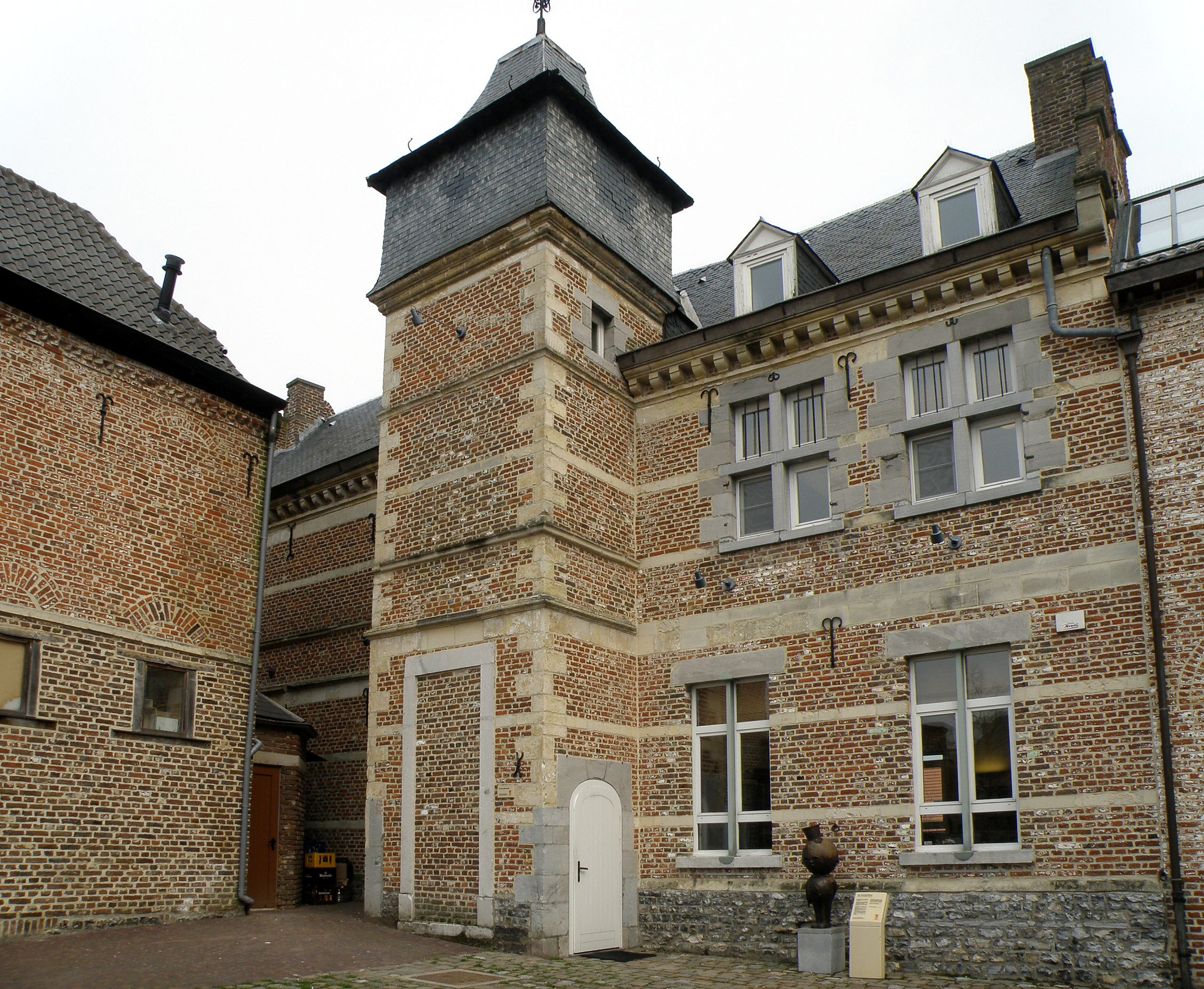
Speelhof, Borgloon
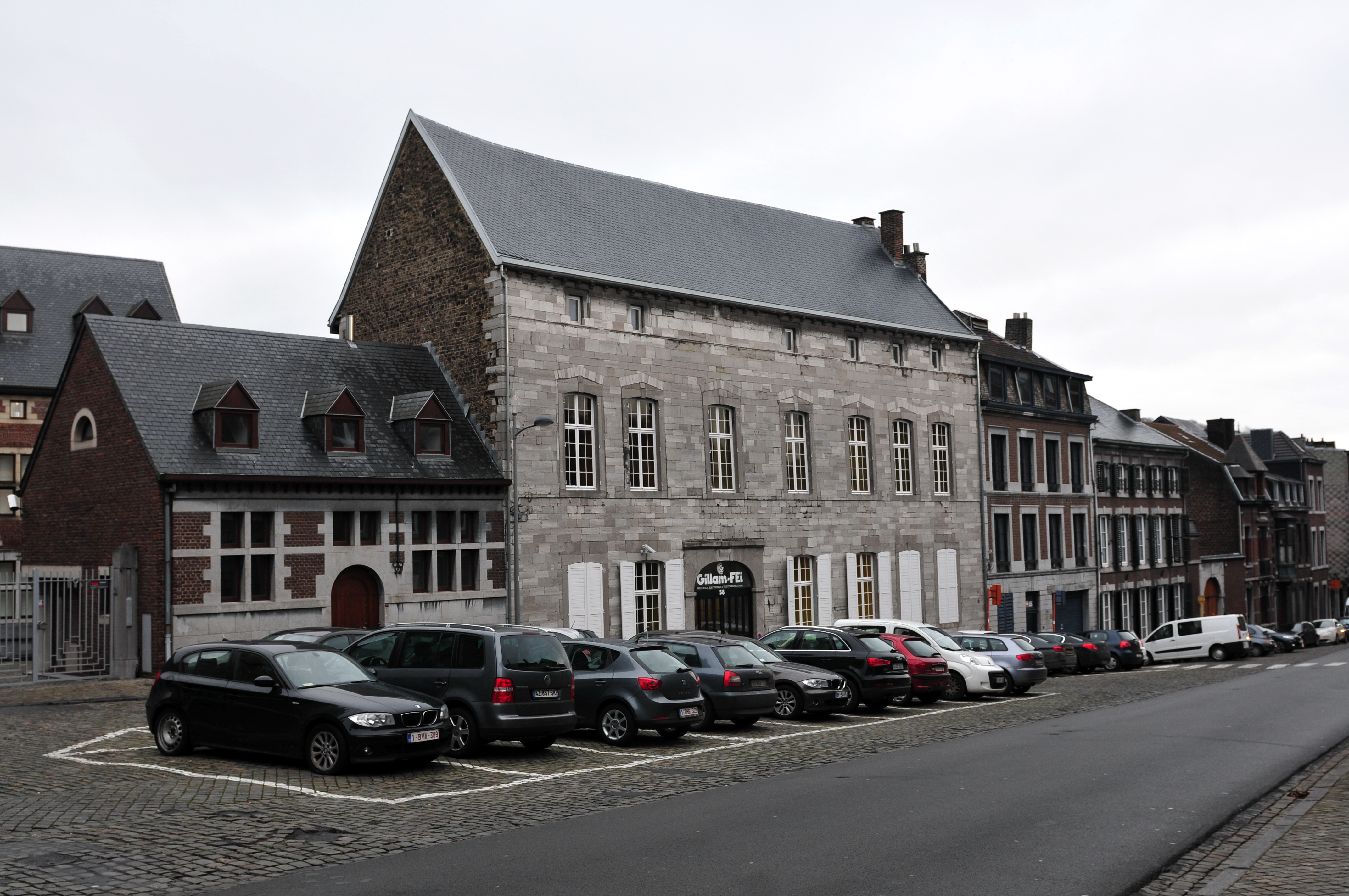
Mont St-Martin, Luik
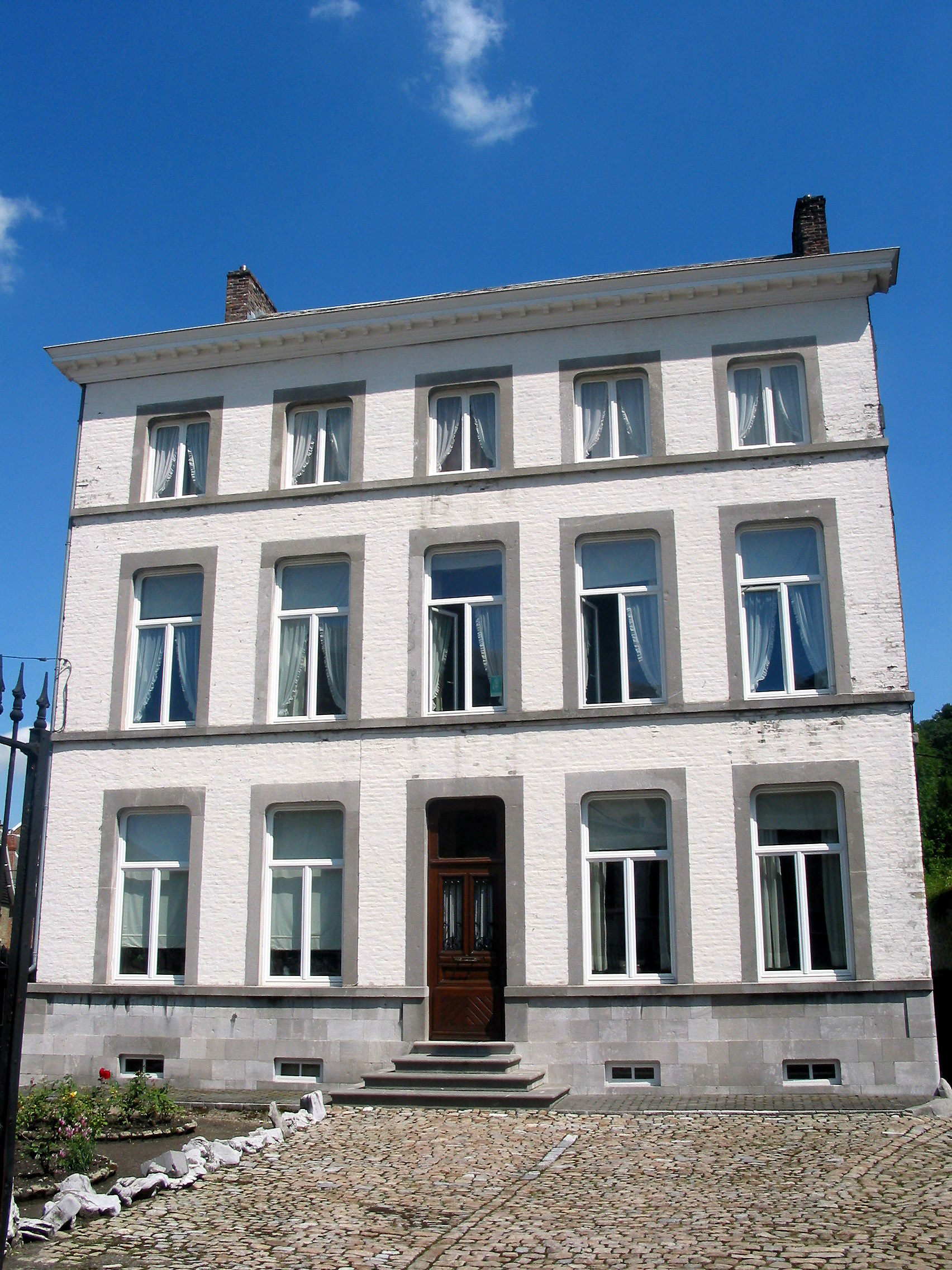
Place Ste-Begge, Andenne
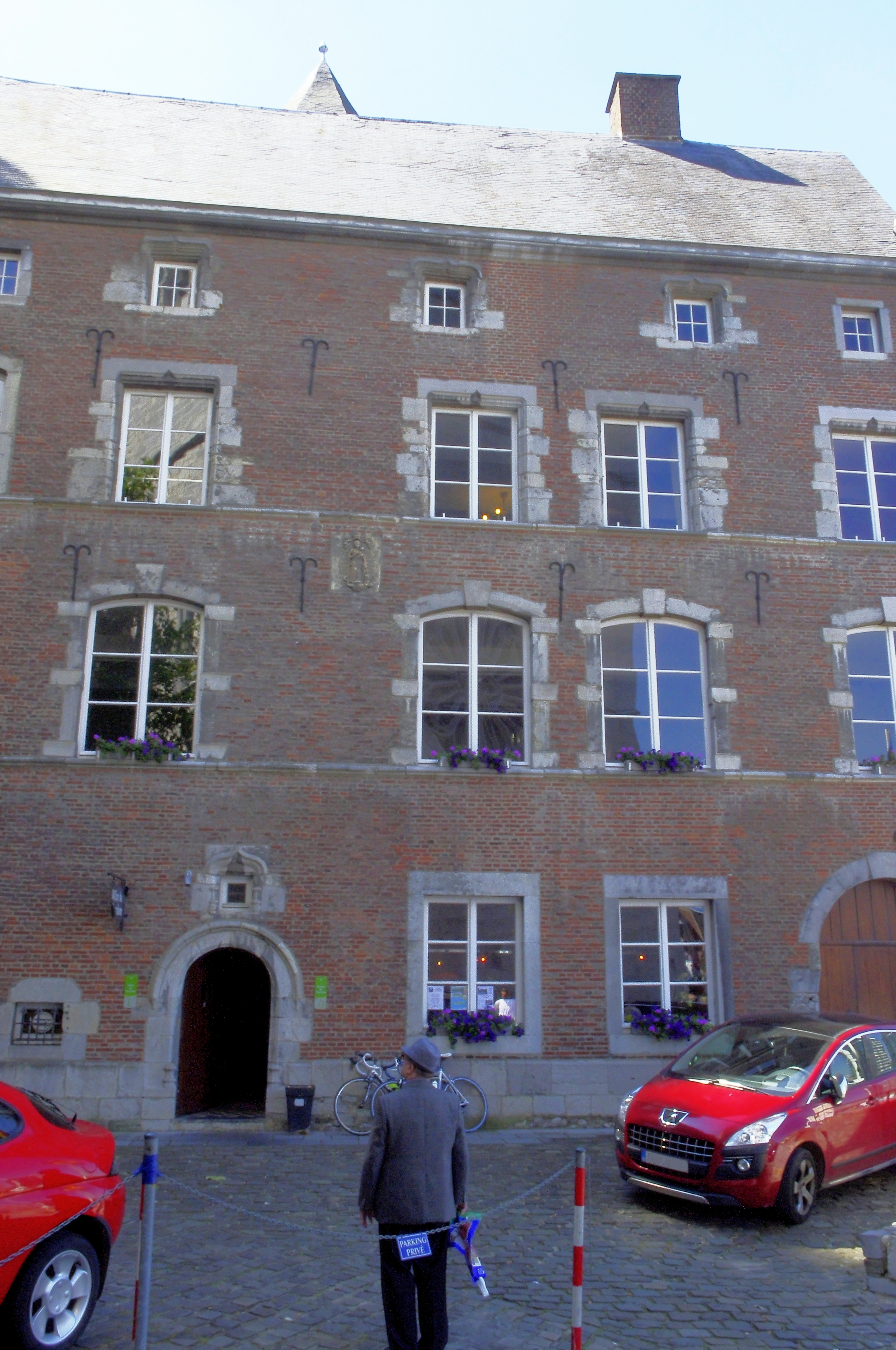
Hospice d'Oultremont, Hoei